# Clossiana kriemhild
Clossiana kriemhild är en fjärilsart som beskrevs av John Kern Strecker 1879. Clossiana kriemhild ingår i släktet Clossiana och familjen praktfjärilar. Inga underarter finns listade i Catalogue of Life.